# (2688) Halley
(2688) Halley es un asteroide perteneciente al cinturón de asteroides, descubierto el 25 de abril de 1982 por Edward Bowell desde la Estación Anderson Mesa (condado de Coconino, cerca de Flagstaff, Arizona, Estados Unidos).

## Designación y nombre
Designado provisionalmente como 1982 HG1. Fue nombrado Halley en honor al astrónomo inglés Edmund Halley.